# Eyre Coote (General, 1726)

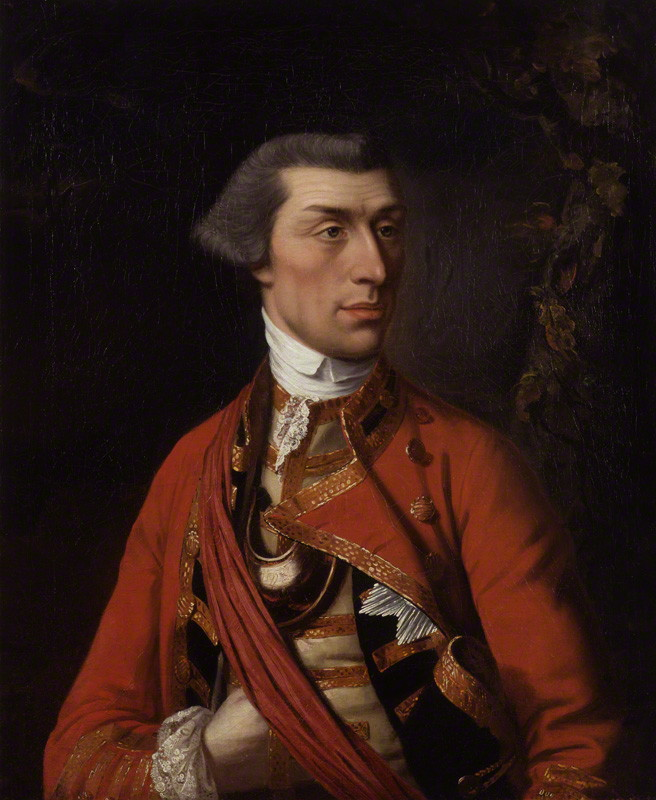
Sir Eyre Coote, Gemälde von Henry Robert Morland

Sir Eyre Coote, KB (* 1726 in Kilmallock, County Limerick, Irland; † 28. April 1783 in Madras, Indien), war ein britischer Offizier und Politiker. Er ist bekannt für seine langjährige Tätigkeit bei der britischen Armee in Indien. Sein Sieg in der Schlacht bei Wandiwash gilt als entscheidender Wendepunkt im Kampf um die Macht in Indien zwischen Großbritannien und Frankreich. Er wurde von seinen Sepoy-Truppen Coote Bahadur (Coote der Tapfere) genannt.

## Frühe Lebensjahre
Eyre Coote entstammte der irischen Gentry. Er war der vierte Sohn des anglikanischen Geistlichen Reverend Chidley Coote, Gutsherr von Ash Hill im County Limerick, aus dessen Ehe mit Jane Evans. Sein Vater war ein Onkel dritten Grades des Oberhauptes der Coote-Familie, Algernon Coote, 6. Earl of Mountrath. Seine Mutter war eine Schwester von George Evans, 1. Baron Carbery.
Er trat in die British Army ein und wurde Offizier des 27th (Enniskillen) Regiment of Foot, mit dem er bei der Niederschlagung des Jakobitenaufstand von 1745 eingesetzt wurde. Später wechselte er zum 39th Regiment of Foot, das 1754, als erstes reguläres britisches Regiment, zur Unterstützung der Britischen Ostindien-Kompanie nach Indien verlegt wurde.

## Karriere in Indien
In Indien wurde Coote 1755 zum Captain befördert und geriet im Rahmen des global tobenden Siebenjährigen Krieges in den Dritten Karnatischen Krieg, einem von 1756 bis 1763 in Indien ausgetragenen Kolonialkrieg zwischen den Königreichen Großbritannien und Frankreich.

### Rückeroberung von Kalkutta
1756 wurde ein Teil seines Regiments, das damals in Madras untergebracht war, an die Front geschickt. Es sollte sich dort den Operationen Robert Clives gegen Kalkutta anschließen, das kurz zuvor von den Streitkräften des Nawab von Bengalen erobert worden war. In diesem Zusammenhang war es auch zur Einkerkerung von Briten im sogenannten Schwarzen Loch von Kalkutta gekommen, was die Gemüter damals sehr erhitzte. Die Stadt wurde im Januar 1757 ohne Schwierigkeiten von den Briten wieder besetzt. Coote und Clive stritten sich jedoch so heftig darüber, wer Fort William, eine über 70 Hektar große, Kalkutta beherrschende Festung, besetzen sollte, dass es fast zum Pistolenduell kam, was zu einer lebenslangen Rivalität und Hass zwischen den beiden Männern führte.

### Schlacht bei Plassey
Hauptartikel: Schlacht bei Plassey

Für seine gute Haltung beim Kampf um Kalkutta, vor allem beim Überraschungsangriff auf das Lager des Nawab von Bengalen, wurde Coote der temporäre Rang eines Major verliehen. Bald darauf kam es zur Schlacht bei Plassey, die ohne Cootes Hinweis im Kriegsrat wahrscheinlich nie stattgefunden hätte. In dieser Schlacht zeichnete sich Coote erneut aus. Nach der erneuten Niederlage des Nawab verfolgte er mit einer Abteilung unter außerordentlichen Schwierigkeiten über 400 Meilen französische Truppen. Zur Belohnung wurde er zum Lieutenant-Colonel befördert und erhielt das Kommando über das 84th Regiment of Foot, das in Großbritannien für den Dienst in Indien neu aufgestellt worden war. Die fortgesetzten Anstrengungen hatten seine Gesundheit allerdings ernsthaft geschädigt.

### Schlacht bei Wandiwash
Hauptartikel: Schlacht bei Wandiwash

Im Oktober 1759 traf Cootes Regiment ein, um am entscheidenden Kampf zwischen Franzosen und Briten in der damals sogenannten Karnatik teilzunehmen. Er übernahm das Kommando über die Streitkräfte in Madras, wo kürzlich eine französische Belagerung abgeschlagen worden war, und führte sie am 22. Januar 1760 zum entscheidenden Sieg der Schlacht bei Wandiwash.
Einige Zeit später wurden die Reste der französischen Truppen unter dem Kommando des Comte de Lally in Puducherry gestellt und belagert. Aus irgendeinem Grund wurde Coote nicht mit den Belagerungsoperationen betraut, sondern unterstützte loyal William Monson, der die Belagerung am 15. Januar 1761 erfolgreich beendete.
Im späteren Verlauf des Jahres war er zeitweise nach Irland zurückgekehrt und saß als Abgeordneter für Maryborough im irischen Unterhaus.
Bald darauf kehrte er nach Indien zurück und war von 1761 bis 1763 Oberbefehlshaber der Streitkräfte der Britischen Ostindien-Kompanie in Indien. In dieser Funktion konnte er in Bengalen einen ernsthaften Streit zwischen dem Nawab Mir Qasim und einem von dessen mächtigen Untergebenen friedlich beilegen.

## Mitglied des Parlaments
1762 kehrte er nach England zurück und erhielt von der Britischen Ostindien-Kompanie ein juwelenbesetztes Ehrenschwert und weitere Belohnungen für seine hervorragenden Dienste. Im selben Jahr erwarb er das Anwesen West Park bei Rockburne in Hampshire. 1765 wurde er zum Colonel befördert.
Von 1768 bis 1774 war er als Abgeordneter für Leicester und von 1774 bis 1780 für Poole in Dorset Mitglied des britischen Unterhauses.
Von 1771 bis 1773 war er Colonel of the Regiment des 27th (Enniskillen) Regiment of Foot und von 1773 bis zu seinem Tod Colonel of the Regiment des 37th (North Hampshire) Regiment of Foot. 1771 wurde er als Knight Companion des Bathordens geadelt. 1775 wurde er zum Major-General und 1777 zum Lieutenant-General befördert.

## Rückkehr nach Indien
1779 segelte Coote auf der Stafford, einem Ostindienfahrer, erneut nach Indien, um erneut das Amt des Oberbefehlshabers der Truppen der Britischen Ostindien-Kompanie in Indien zu übernehmen. Er verbündete sich mit Warren Hastings, dem Generalgouverneur, der sich im Allgemeinen auf ihn verließ und ihm in militärischen Angelegenheiten völlig freie Hand ließ. Er verbrachte einen Großteil seiner Zeit damit, abgelegene Garnisonen zu besuchen, und entschied sich, nur dann an Sitzungen des Rates von Kalkutta teilzunehmen, wenn es notwendig war, eine wichtige Maßnahme zu verabschieden. Ohne Cootes Unterstützung wäre Hastings wahrscheinlich im Rat überstimmt worden. Diese Situation endete erst, als Philip Francis, einer der politischen Gegner Hastings’ nach Hause zurückkehrte.

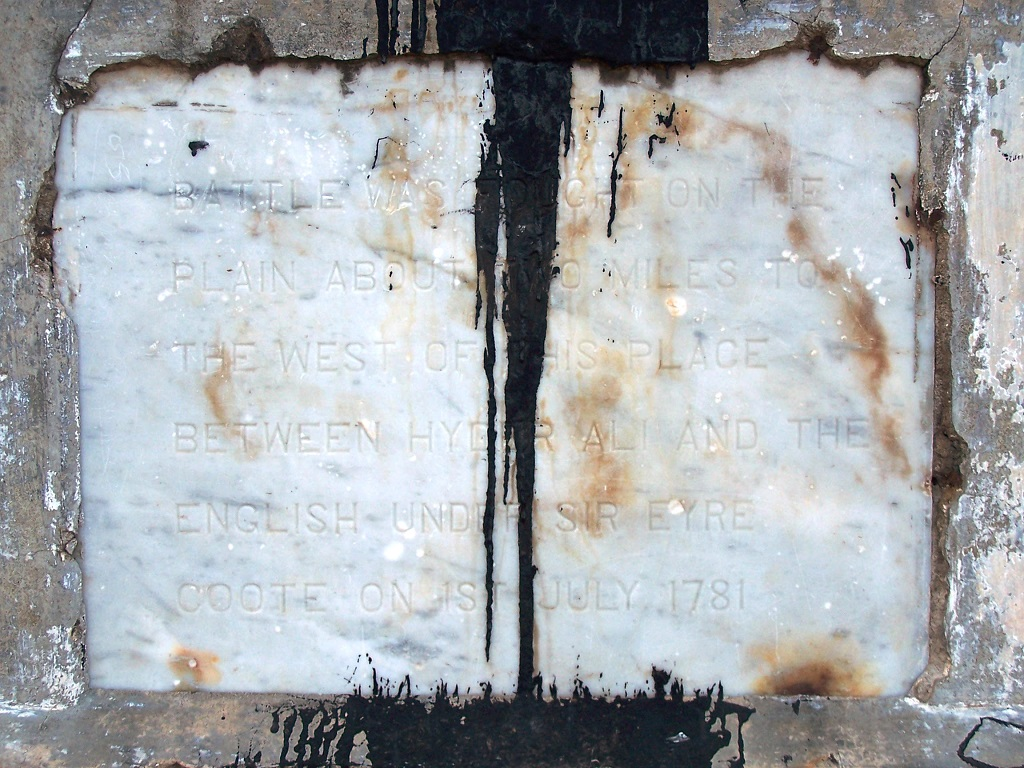
Gedenktafel für die Schlacht von Porto Novo, 1781 in Parangipettai/Porto Novo

### Zweiter Mysore-Krieg
Hauptartikel: Zweiter Mysore-Krieg

Nach Haidar Alis Eröffnung des Zweiten Mysore-Krieges in Südindien kehrte Coote in den aktiven Einsatz zurück. Erst am 1. Juni 1781 führte Coote in der entscheidenden Schlacht von Porto Novo den ersten schweren Schlag gegen Haidar. Die Schlacht wurde von Coote trotz einer Unterlegenheit von fünf zu eins gewonnen. Es folgte am 27. August eine weitere schwere Schlacht in Pollilur im Distrikt Kanchipuram (Schauplatz eines früheren Triumphs von Haidar über eine britische Truppe), in der die Briten einen weiteren Erfolg errangen. In der Folge sahen sich die Mysore-Truppen in Sholinghur einen Monat später zur Flucht gezwungen. Cootes letzter Dienst war der mühsame Feldzug von 1782, der schließlich seine körperliche Verfassung zerstörte, die bereits durch die vorangegangenen Belastungen und Anstrengungen stark beeinträchtigt war.

## Tod
1782 gab Coote sein Kommando auf und zog nach Kalkutta. Angesichts zunehmender französischer Störungen und vermehrt auftretender Brüche zwischen dem Gouverneur und dem neuen Oberbefehlshaber, überredete Hastings Coote jedoch, sein Kommando wieder aufzunehmen. Er starb kurz nach seiner Rückkehr nach Madras am 28. April 1783 an einem Schlaganfall.

## Vermächtnis
Coote ist einer großen Öffentlichkeit bekannt geworden durch seinen Sieg bei Wandiwash und die Eroberung von Puducherry, die die entscheidenden Momente im Kampf zwischen Großbritannien und Frankreich um die Vorherrschaft in Indien waren. Obwohl er sich oft mit anderen britischen Offizieren und Beamten stritt, wurde Coote von den Sepoy-Truppen unter seinem Kommando verehrt. Nach seinem Tod wurde ihm in der Westminster Abbey ein Denkmal und in seinem Anwesen in West Park ein weiteres Denkmal in Form einer hohen Säule errichtet. Sein Neffe war der gleichnamige Sir Eyre Coote, der als Generalgouverneur von Indien diente.
Er hatte 1769 eine Tochter von Charles Hutchinson, Gouverneur von St. Helena, geheiratet. Sie hatten keine Kinder und sein Besitz im Wert von über 200.000 Pfund fiel an seinen Bruder, Dr. Charles Coote, Dekan von Kilfenora im County Clare, Irland. In seiner Autobiographie behauptet der amerikanische General und Außenminister Colin Powell, möglicherweise von Cootes gleichnamigem Neffen Eyre Coote abzustammen, da dieser als Gouverneur von Jamaika gedient hatte. Das führte dazu, dass Powell manchmal fälschlicherweise als direkter Nachkomme des älteren Generals bezeichnet wurde.